# Titularbistum Boreum
Das Bistum Boreum (ital.: diocesi di Boreo, lat.: Dioecesis Boriensis) ist ein Titularbistum der römisch-katholischen Kirche.
Es geht zurück auf einen untergegangenen Bischofssitz in der antiken Stadt Boreum der römischen Provinz Creta et Cyrene bzw. in der Spätantike Libya Pentapolitana im heutigen Libyen.
| Titularbischöfe von Boreum |                                   |                                                                      |                 |              |
| Nr.                        | Name                              | Amt                                                                  | von             | bis          |
| 1                          | Louis-Joseph-Ephrem Groshenry SMA | Apostolischer Vikar von Bobo-Dioulasso (Französisch-Sudan/Obervolta) | 17. Juni 1937   | 18. Mai 1962 |
| 2                          | Sinforiano Lucas Rojo OMI         | Apostolischer Vikar von Pilcomayo (Paraguay)                         | 24. August 1962 | 4. Mai 1990  |